# Aspidoderinae
Die Aspidoderinae sind eine Unterfamilie der Spulwürmer mit 14 Arten.

## Merkmale
Die die drei Lippen verbindenden Seitenlappen sind komplex aufgebaut. Die Kutikula ist am Vorderende zu einer Kopfkappe verdickt. Die Seitenstränge im Bereich des Kopfes (‚cordons‘) sind vorhanden und über die gesamte Länge gleichmäßig breit. Der Ösophagus ist lang und dünn und hat nur eine kleinere hintere Auftreibung (Bulbus).

## Systematik
Hodda (2022) unterteilt die Unterfamilie in fünf Gattungen, die alle in die Tribus Aspidoderini und hier in die einzige Subtribus Aspidoderinii eingeordnet sind: Die monotypische Gattung Sexansodera basierte jedoch auf dem falschen Schluss, dass bei drei Schleifen von cordons an der dorsalen Lippe insgesamt neun nach hinten gerichtete Schleifen auftreten. Allerdings hat keine der ventrolateralen Lippen eine Doppelschleife und daher sollte der einzige Vertreter als Aspidodera binansata wieder in die Aspidodera zurückgeführt werden. Umfangreiche Untersuchungen zu den Aspidoderidae zeigten zudem, dass die Gattung Paraspidodera ebenfalls eher in die Unterfamilie Aspidoderinae gehört, so dass sich folgende Systematik ergibt:
- Aspidodera Railliet & Henry, 1912
- Cheloniheterakis Yamaguti, 1961
- Narsingiella Rao, 1978
- Nematomystes Sutton, Chabaud & Durette-Desset, 1980
- Paraspidodera Travassos, 1914